# Tumorectomía
La tumorectomía es una técnica quirúrgica para la resección de una  masa tumoral (benigna o maligna) o de un tumor localizado. La expresión lumpectomía es un anglicismo innecesario (Lumpectomy).

## Tumorectomía mamaria
Es un tipo de cirugía conservadora, es decir, en donde no se reseca la totalidad de la mama (mastectomía). Esta cirugía consiste en resecar todo el tumor que se identifica ya sea por palpación o por estudios de imagen, como mamografía o ecografía. En cualquiera de los casos, en esta cirugía se debe quitar 1 cm de tejido mamario sano alrededor del tumor, para evitar que exista una reaparición del mismo. Cuando no se logra quitar 1 cm de tejido sano, y en la revisión histológica hay 3 mm de tejido sano son suficientes para considerar un buen margen de resección.
La cuadrantectomía mamaria es la extirpación del cuadrante de la mama que contiene el tumor. Es un tipo de mastectomía parcial. 
La mastectomia parcial es la extirpación quirúrgica de una parte de la mama, que puede implicar la extirpación de una lesión (tumorectomía), un cuadrante (cuadrantectomía) o varias áreas mamarias.